# 古森義久
古森義久（1941年3月11日—），知名日本記者、時事評論員、國際關係評論家。現任麗澤大學特別教授、國際教養大學客席教授、產經新聞駐華盛頓特區特派員。出身於東京府（現東京都），1963年畢業於慶應義塾大學經濟學部，隨後前赴華盛頓大學取得新聞碩士，然後進入每日新聞社工作。曾多次發表右翼言論，並猛烈批判知華派。